# Späd krypmossa
Späd krypmossa (Amblystegium serpens) är en bladmossart som beskrevs av W. P. Schimper in B.S.G. 1853. Späd krypmossa ingår i släktet Amblystegium och familjen Amblystegiaceae. Inga underarter finns listade i Catalogue of Life.